# Лысенко, Вера Трофимовна
Вера Трофимовна Лысенко (1920, с. Новотроицкое, Красноярский уезд, Енисейская губерния, РСФСР — 1995, Черногорск, Республика Хакасия, Россия) — комбайнёр МТС имени Щетинкина Минусинского района Красноярского края, Герой Социалистического Труда (1957).

## Биография
Родилась в 1920 в селе Новотроицкое Красноярского уезда Енисейской губернии (ныне Минусинского района Красноярского края) в семье крестьян.
Получив начальное образование, в 1932 году и вступила в местный колхоз «Новый быт», трудилась на разных работах, в том числе и дояркой.
Окончив в 1938 году шофёрские курсы при Минусинской школе механизаторов трудоустроилась водителем, позже переучилась на комбайнёра и более 20 лет проработала на комбайне в машинно-тракторной станции (МТС) им. Щетинкина Минусинского района.
Указом Президиума Верховного Совета СССР от 11 января 1957 года «за выдающиеся достижения в освоении целинных и залежных земель, успешное проведение уборки урожая и хлебозаготовок в 1956 году» удостоена звания Героя Социалистического Труда со вручением ордена Ленина и золотой медали «Серп и Молот».
В 1964 году переехала в Черногорск и работала экспедитором в электромеханических мастерских до выхода на заслуженный отдых, где умерла в 1995 году.
Награждена орденом Ленина (11.01.1957) и медалями.